# Vaejovis pococki
Espèce
Vaejovis pococki est une espèce de scorpions de la famille des Vaejovidae.

## Distribution
Cette espèce est endémique du Mexique. Elle se rencontre au Querétaro et au San Luis Potosí.

## Description
La femelle holotype mesure 52,5 mm et le mâle paratype 40,6 mm. Vaejovis pococki mesure de 40 à 65 mm.

## Étymologie
Cette espèce est nommée en l'honneur de Reginald Innes Pocock.

## Publication originale
- Sissom, 1991 : « Systematic studies on the nitidulus group of the genus Vaejovis, with descriptions of seven new species (Scorpiones, Vaejovidae). » The Journal of Arachnology, vol. 19, no 1, p. 4-28 (texte intégral).